# سرخرگ قاعده‌ای
سرخرگ قاعده‌ای یا شریان بازیلر (به انگلیسی: Basilar artery) یکی از سرخرگ‌های مهم مغز است که از پیوند دو سرخرگ مهره‌ای (ورتبرال) در کنار تحتانی پل مغزی ایجاد می‌گردد. به سرخرگ قاعده‌ای و دو سرخرگ مهره‌ای، دستگاه مهره ای-قاعده‌ای گفته می‌شود که بیشتر در خونرسانی به قسمت پشتی مغز به ویژه ساقه مغز و مخچه نقش دارند. سرخرگ قاعده‌ای در پایان در سطح مغز میانی به دو سرخرگ مغزی پشتی تقسیم می‌گردد که این دو سرخرگ در حلقه ویلیس شرکت می‌کنند.

## شاخه‌های سرخرگ قاعده‌ای
سرخرگ‌هایی که از سرخرگ قاعده‌ای منشعب می‌گردند عبارتنداز:
- شاخه‌های پل مغزی[۴]
- سرخرگ لابیرنتی[۵]
- سرخرگ مخچه‌ای تحتانی پیشین (AICA)[۶]
- سرخرگ مخچه‌ای فوقانی (SCA)[۷]
- سرخرگ مغزی پشتی (PCA)

به طورکلی، شاخه‌های سرخرگ قاعده‌ای در خونرسانی به نواحی زیر نقش دارند:
- پل مغزی
- قسمت فوقانی بصل النخاع
- لابیرنت غشایی گوش داخلی
- مخچه و هسته‌های عمقی آن
- قسمتی از لوب پس سری
- قسمتی از لوب گیجگاهی
- بازوی خلفی کپسول داخلی
- بخشی از تالاموس
- مغز میانی
- شبکه کوروئید بطن سوم و قسمت مرکزی بطن‌های طرفی

خونرسانی قسمت‌هایی از نیمکره‌های مغزی درارتباط با دستگاه مهره ای-قاعده‌ای، مربوط به شاخه‌ای از سرخرگ قاعده‌ای بنام سرخرگ مغزی پشتی (خلفی) است.

## انسداد سرخرگ قاعده‌ای
انسداد ناشی از ترومبوز در سرخرگ قاعده‌ای، وضعیتی خطرناک محسوب می‌شود که اغلب با ادامه حیات منافات دارد. ترومبوز شریان قاعده‌ای معمولاً قسمت ابتدایی یا پروگزیمال شریان را که در خونرسانی به ناحیه پل مغزی نقش دارد، درگیر می‌کند. بخش‌هایی از ساقه مغز که به هنگام انسداد سرخرگ قاعده‌ای، بیشتر باعث ایجاد علایم می‌گردند عبارتنداز:
- راه هرمی (راه قشری نخاعی)
- راه قشری بصل النخاعی (قشری پیازی) که درارتباط با هسته‌ها ی اعصاب مغزی است
- پایک مخچه‌ای فوقانی
- پایک مخچه‌ای میانی
- راه اسپاینوتالامیک که بیشتر مربوط به فیبرهای درد و حرارت است
- هسته‌های اعصاب مغزی

به هنگام انسداد سرخرگ قاعده‌ای، آسیب‌ها معمولاً در ساقه مغز دو طرفه‌است. درصورت انسداد در شاخه‌ها، ضایعه یک طرفه ساقه ایجاد می‌گردد. همچنین علایم با توجه به میزان انسداد سرخرگ قاعده‌ای و محل آن متفاوت است. به طورکلی، علایمی که ممکن است در اثر انسداد سرخرگ قاعده‌ای ایجاد گردند شامل:
- سرگیجه، استفراغ و نیستاگموس
- فلج چهار اندام (کوادری پلژی) یا فلج نیمه بدن (همی پلژی)
- فلج نگاه کردن و فلج حرکتی چشم، ناهنجاری‌های مردمکی و دوبینی
- اختلال تکلم (دیزآرتری)
- اغماء (کوما)
- آتاکسی
- اختلال حس درد و حرارت از تنه و اندام‌ها به علت ضایعه راه اسپاینوتالامیک
- ازبین رفتن حس وضعیت در اندام‌ها به علت آسیب نوار داخلی (لمنیسکوس مدیال)
- سندرم هورنر (افتادگی پلک، میوزیس و کاهش تعریق) به علت آسیب راه‌های سمپاتیک

## نگارخانه

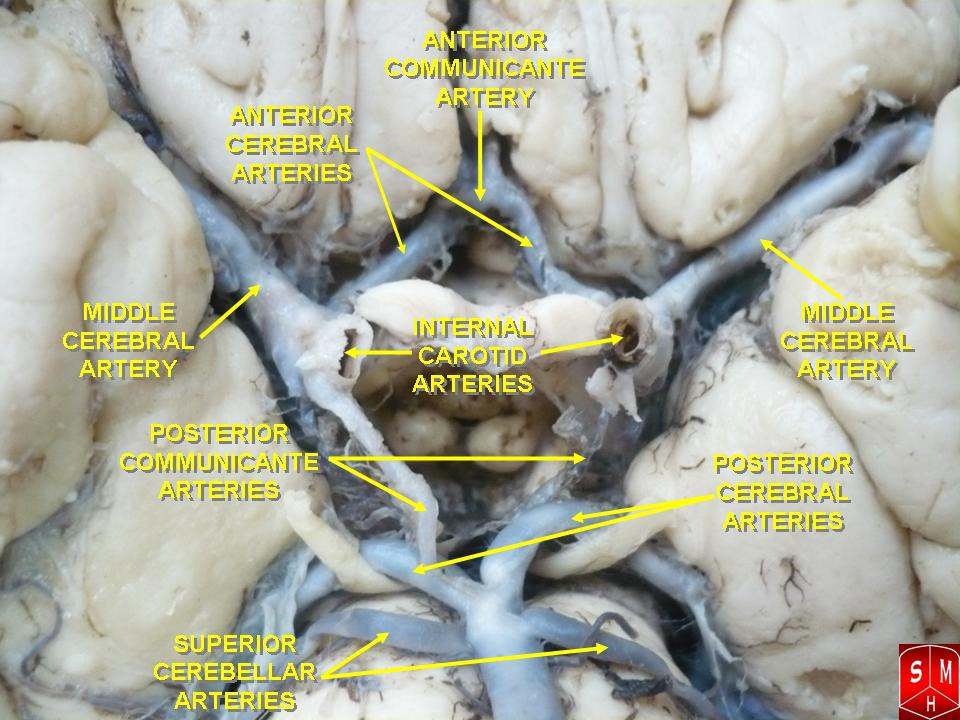
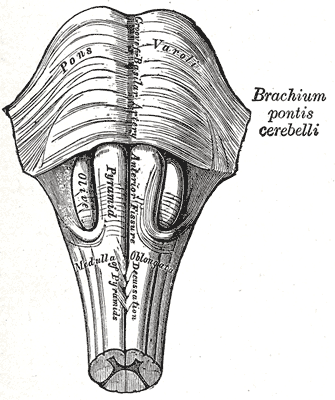
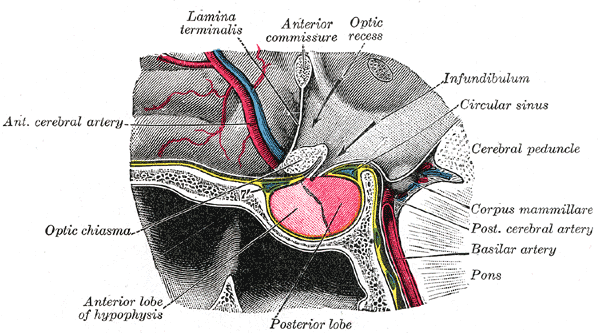
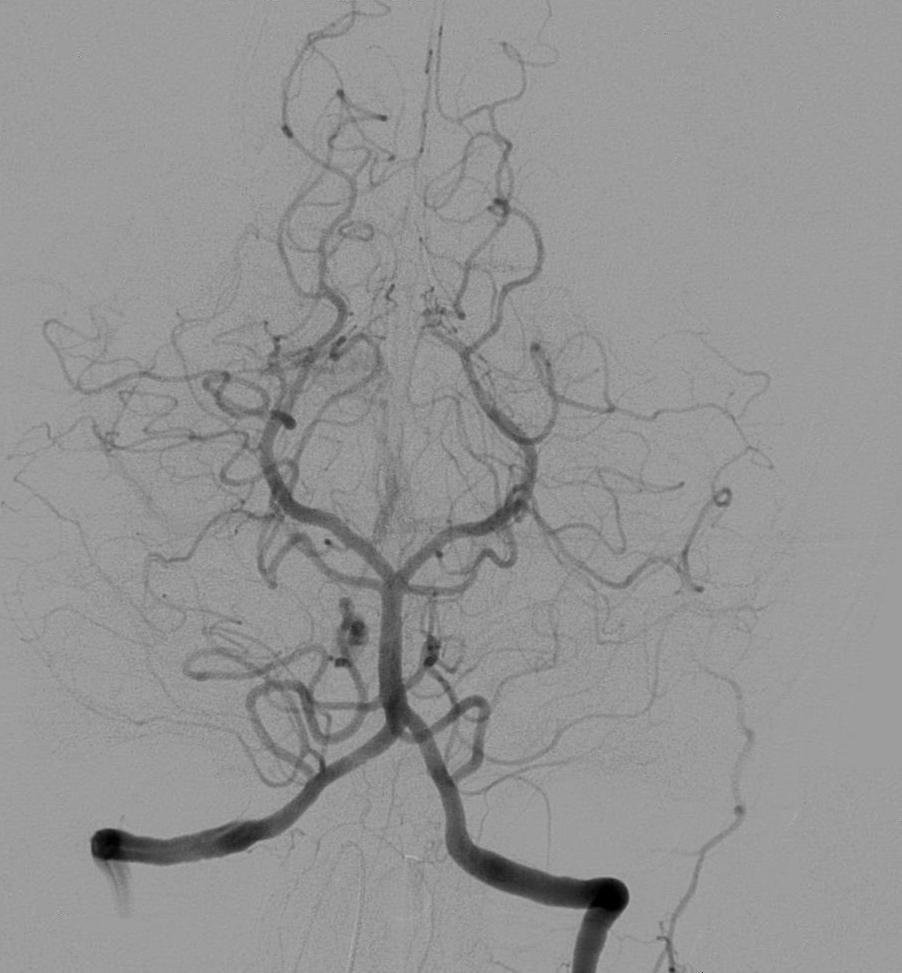
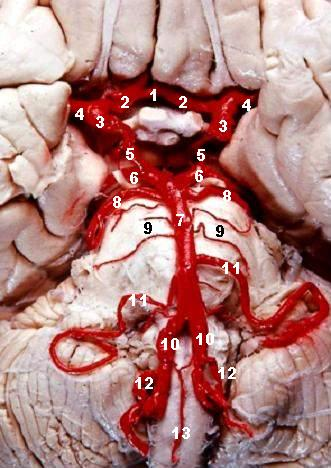